# Monique Bertrand
Monique Bertrand (1935-2014) is een Belgische architect geboren in 1935 te Etterbeek. Ze studeerde en werkte vrijwel haar hele leven in Brussel en ontwierp in een functionalistische stijl. Later werkte ze samen met de architect Jacques Goossens-Barra, tevens haar echtgenoot.

## Studies en loopbaan
Bertrand studeerde af als architect in 1958 aan La Cambre. Na haar studie liep ze achtereenvolgend stage bij architect Montois te Brussel en architectenbureau Grosset-Grange te Parijs.
Monique Bertrand startte haar professionele carrière met de samenwerking rond de Zuidertoren gelegen te Brussel in 1960. Deze samenwerking was in opdracht van de Rijkskas voor Werknemerspensioenen en omvatte een groot ensemble van kantoren. Dit modernistische gebouw, bestaande uit staal en glas is met zijn 150 meter hoogte, de hoogste toren in België en is gelegen tegenover het Zuidstation. De samenwerking eindigde in 1962 wanneer de bouw van de toren klaar was. Verder ging Bertrand van 1962 tot 1963 in zee met de Belgische architect Robert Puttemans ter realisatie van een nieuw gebouw voor het instituut voor sociologie aan de Vrije Universiteit Brussel. Het modernistische gebouw werd onderdeel van de campus Solbosch op de Johannalaan. Een publicatie van het gebouw is te vinden in het tijdschrift Architecture (n°84, 1968, p. 198).
Vanaf 1964 werd ze geassocieerd met architect Goossens-Bara. Een van de belangrijkste projecten die ze samen realiseerden was het vormgeven van de rand van het Zoniënwoud met bedrijfsarchitectuur waaronder het plan van aanleg voor de Terhulpsesesteenweg.

## Oeuvre
De overgrote meerderheid van haar werken situeerden zich rond de regio Watermaal-Bosvoorde, Elsene en Sint-Gillis en uiten zich in een functionalistische stijl. Hieronder worden 2 werken besproken die publicaties haalden in architectuurtijdschriften La Maison en Architecture en zijn gezamenlijke realisaties met Goossens-Bara:
Crèche Les Roitelets

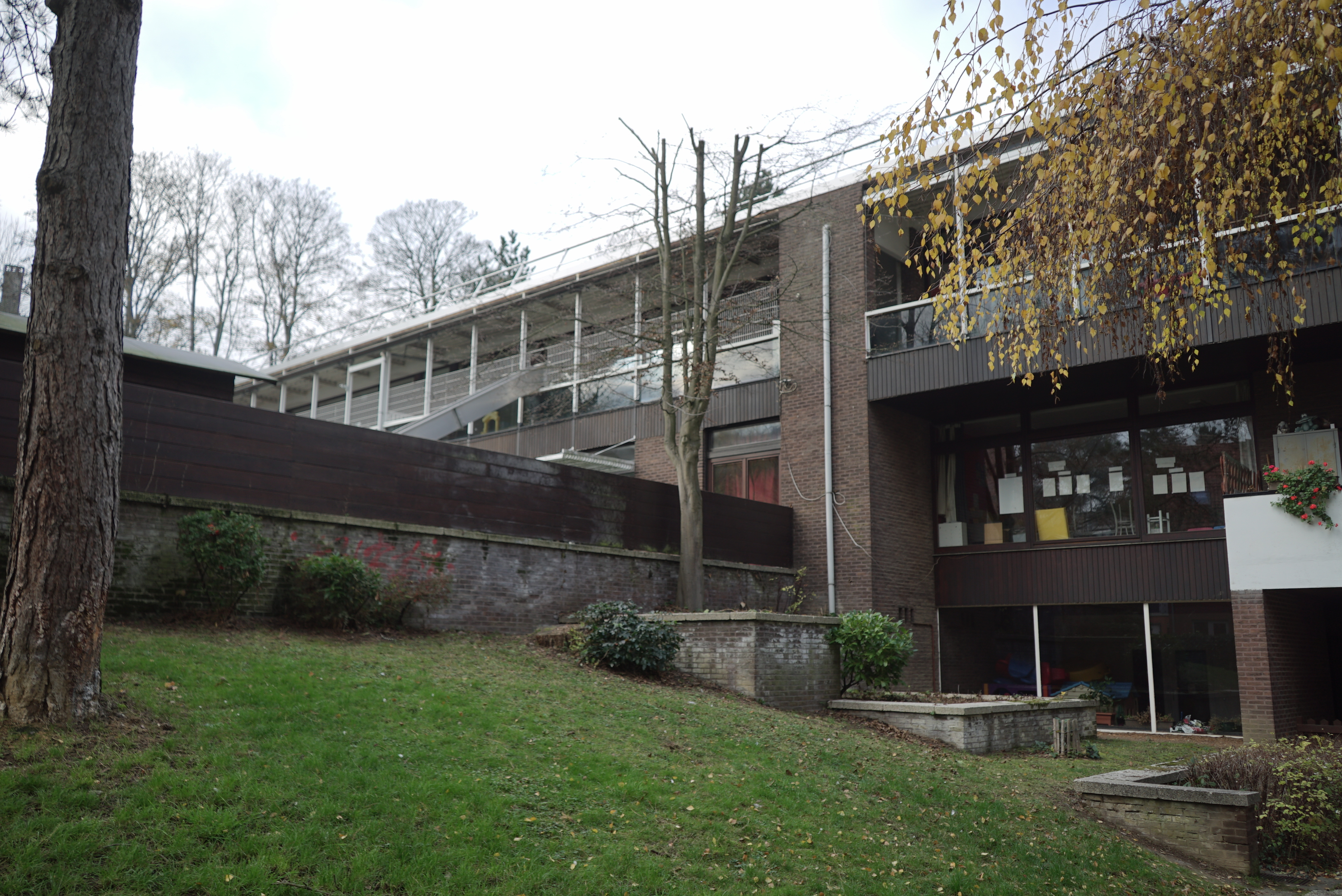
Crèche Les Roitelets : Rechterzijde zuidgevel met uitzicht op het ondergronds niveau dat oorspronkelijk de toegang bevatte tot de crèche voor de ouders en de directie.

Ondanks de situering in het centrum van Watermaal-Bosvoorde is de crèche niet meteen op te merken. Het gebouw bevindt zich met name enkele tientallen meters van de straatzijde en moet betreden worden via een private weg. Het bosrijke terreintje en de afstand tot de straat zorgt ervoor dat de kinderen in alle rust kunnen spelen.
Het gebouw was oorspronkelijk onderverdeeld in zones voor 3 leeftijdsgroepen en bevatte tevens een organisatorische onderverdeling voor de ouders, directie en het personeel. Dit in combinatie met het hellende terrein zorgde voor het onderbrengen van de sanitaire ruimtes en een toegang voor het personeel aan de noordgevel. Centraal bevonden zich de circulatieruimtes, met een toegang voor de ouders en de directie op het ondergronds niveau. De speel-en slaapruimtes voor de kinderen zijn maximaal naar het zuiden georiënteerd en geven uit op de speeltuin met een correctie voor het zonlicht onder de vorm van stalen luifels op het gelijkvloers en een overdekt terras op het eerste verdiep. Logischerwijs werd ervoor gekozen de oudste leeftijdsgroep onder te brengen op het gelijkvloers zodat zij meteen toegang hebben tot de tuin, de jongsten bevinden zich op de eerste verdieping.
Kantoorgebouwen Terhulpsesteenweg

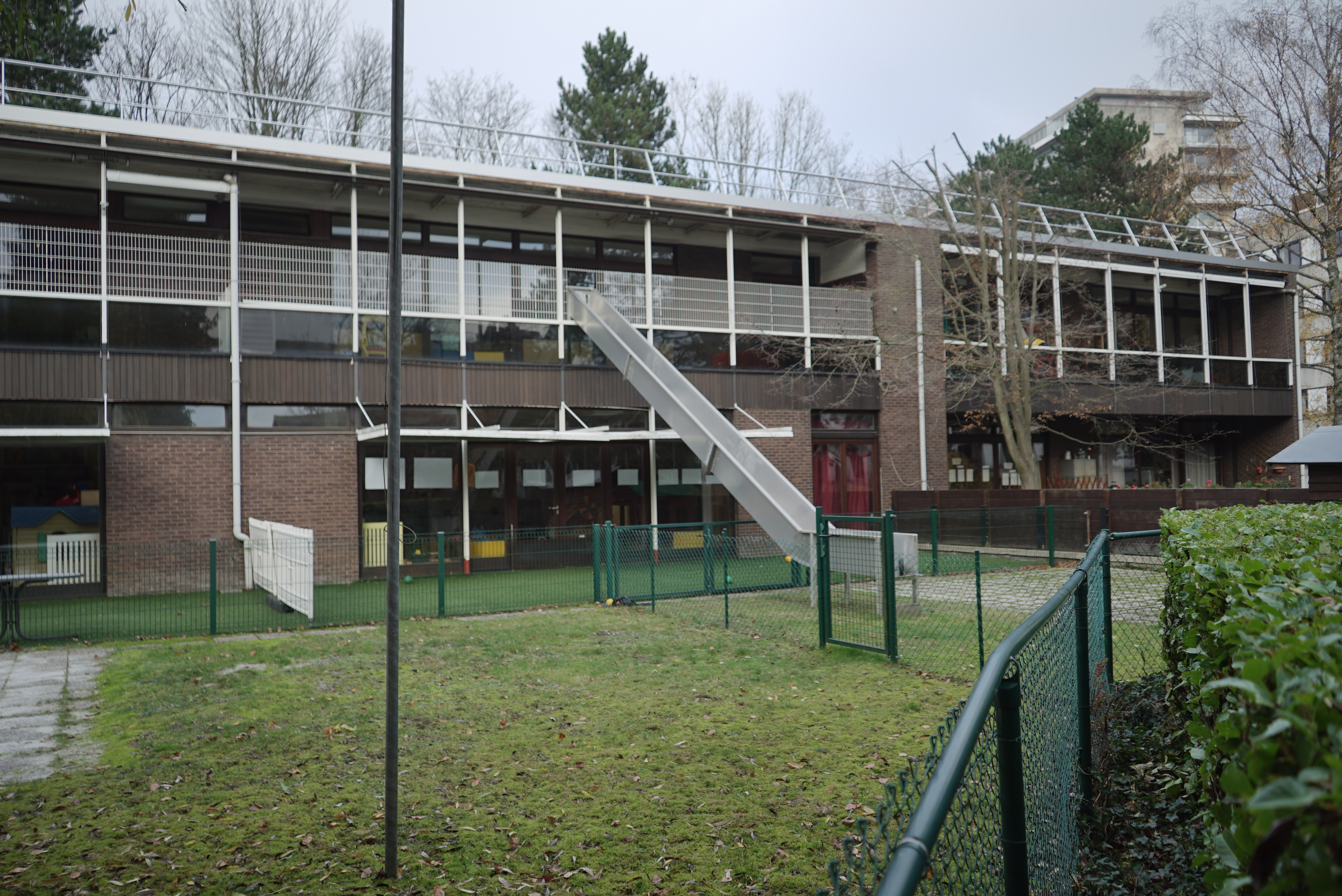
Crèche Les Roitelets : Linkerzijde zuidgevel met uitzicht op de tuin die in verbinding staat met de speelruimtes op zowel het gelijkvloers als de eerste verdieping.

De opdracht voor de bouw van het kantoorcomplex dat zich op de Terhulpsesteenweg nr. 61 bevindt (vroeger Terhulpensesteenweg 120) werd gegeven door de familie Blaton. Laatstgenoemden hadden gespeculeerd dat de Terhulpsesteenweg een belangrijke plek zou worden voor de ontwikkeling van tertiaire activiteiten gemotiveerd door de ligging als belangrijke invalsweg naar Brussel. Een verkavelingstoestemming werd gegeven voor de bouw van alleenstaande villa’s aan Solvay Sport, maar de maatschappij zag van deze toestemming af in 1963 en prefereerde de bouw van een kantoorcomplex. Het kantoorgebouw werd gebouwd in ‘66-’67. 
Flexibiliteit moest in het ontwerp voorzien worden zodat delen van het gebouw konden verhuurd worden aan bedrijven die er wouden huisvesten. Deze eis gecombineerd met de vraag van Solvay Sport om een directe visuele relatie te behouden met het Zoniënwoud zorgde ervoor dat het Bertrand en Goossens-Bara het gebouw opsplitsten in twee sobere volumes die met elkaar in verbinding staan door een open galerij. Door de twee gebouwen van een verschillende hoogte te voorzien ontstond op deze manier een gabariet dat een doorkijk biedt naar de aangrenzende sportcomplexen van Solvay en bovendien voldeed aan de stedenbouwkundige vereisten. De galerij grenst aan een bomengroep zodat de sfeer van een kreupelbos ontstaat en het woud ook visueel een deel van het complex wordt. Het geheel is dus enerzijds rationeel, functioneel en biedt economische voordelen en vormt anderzijds een geheel met de natuurlijke omgeving. Interesse werd gewekt vanwege het contrast tussen het groen van het woud en de ruwe en strenge betonnen gevelpanelen en zorgde ervoor dat architectuurtijdschrift Architecture het complex op de cover plaatste in een editie van 1968.

### Selectie overige werken
- Crèche en kleuterschool “Les Petits Poneys” (Elsene, 1967-1969) ism architecten Hoet/Goossens-Bara/Segers[8]

- Politiecommissariaat (Sint-Gillis, 1976) ism architect Goossens-Bara[9]

- Residenties Toscane, Piémont en Romagne (Elsene, jaren ‘70) ism architect Goossens-Bara[10]

## Erkenningen
In 1971 werd ze winnaar van de architectuurwedstrijd van de provincie Brabant.
De tweede prijs kreeg ze in 1980 voor een wedstrijd georganiseerd door het OCMW Brussel: sociale huisvesting voor de derde leeftijd, met haar realisatie voor de Anspachlaan.
Voor de restauratie van de stallen van het Hoge Huis te Watermaal-Bosvoorde werd haar prijsgeld aangeboden van de Julien en Laure Vanhove-Vonneche Foundation in 1981.